# Jolie Blonde
Jole Blon ou Jolie Blonde est une valse cajun traditionnelle, souvent appelée « l'hymne national cajun » en raison de sa popularité dans la culture cajun. La chanson s'est répandue aux États-Unis à l'échelle nationale par une série d'interprétations et de références dans les chansons country de la fin des années 1940. Elle a fait l'objet de reprises plus tard au XXe siècle par des groupes cajuns et de renaissance country, puis jusqu'au XXIe siècle par des artistes divers.

## Musique
- Nota : tous les titres de chansons cités dans cet article sont les titres originaux, non traduits.

### Origines
La version cajun originale est une brève adresse à une « jolie petite amie », qui a quitté le chanteur et est repartie vivre avec sa famille, et qui est également maintenant dans les bras d'un autre homme. Le chanteur conclut qu'il y a plein d'autres jolies femmes dans les parages. La mélodie basée sur le violon date d'avant les années 1900,.

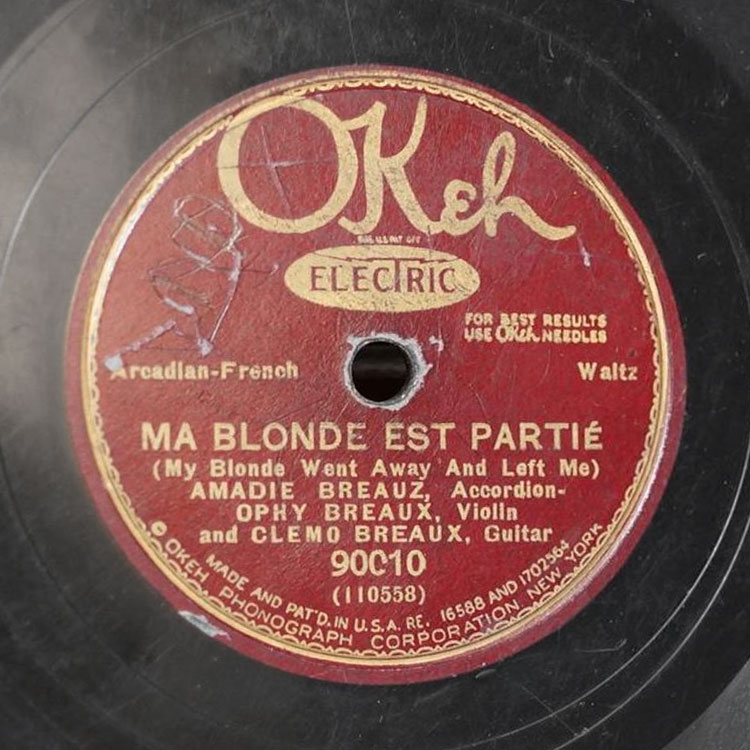
Ma blonde est partié [sic] par Breaux Brothers) en 1929.

Le premier enregistrement de la chanson serait une version de 1929 du trio familial Breaux Brothers intitulée « Ma blonde est partié », enregistrée à Atlanta. Un certain mystère existe quant à son origine. Alors qu'Amedee Breaux est crédité de l'écriture de la chanson, sa sœur Cleoma a en fait écrit les paroles et Amedee a chanté la chanson. Dennis McGee affirme que la chanson originale a été écrite par Angelas LeJeune sous le titre La fille de la veuve (ou La valse de la veuve) pendant la Première Guerre mondiale et que Cleoma a réécrit les paroles, prétendument à propos de la première épouse d'Amedee. Lejeune et Ernest Fruge enregistrèrent finalement cette chanson le 19 novembre 1929 à la Nouvelle-Orléans (Brunswick 558, Melotone M18052). En 1934, Alan Lomax voyage en Louisiane et enregistre plusieurs artistes, dont les frères Segura (en) et leur version de La Fille de la Veuve.
En janvier 1929, John Bertrand et Milton Pitre se rendent à Chicago et enregistrent La Valse de Gueydan pour Paramount Records (12748A), en utilisant la même mélodie. Elle réapparaît sous le même titre dans un enregistrement de 1930 (Brunswick 513) d' Amade Ardoin. Dennis McGee et lui se sont rendus à la Nouvelle-Orléans et ont enregistré cette chanson parlant d'une « petite jeune fille ». Cette version est réenregistrée avec des paroles légèrement différentes par Leo Soileau (en) et ses Trois As. Le titre est La Valse Gueydan [Jolie Fille], enregistré par Bluebird (B-2086) le 18 janvier 1935.
- Écouter La Valse de Gueydan par John Bertrand (1929)

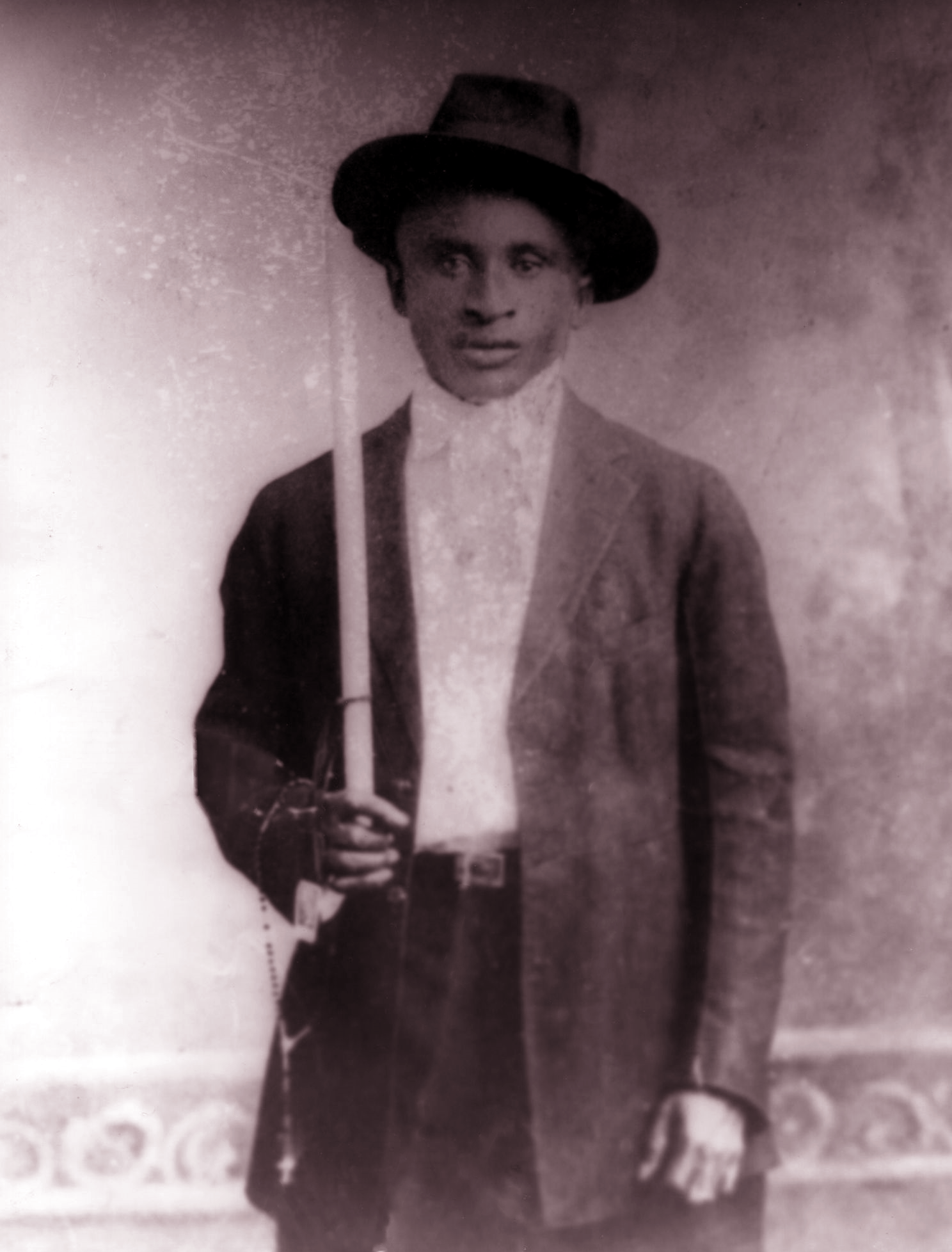
Amade Ardoin vers 1912.

L'année suivante, la chanson apparaît pour la première fois sous le titre Jolie Blonde, sur deux disques. Les Hackberry Ramblers ainsi que JB Fuselier (en) et ses Merrymakers se rendent à la Nouvelle-Orléans et enregistrent la chanson le 17 octobre 1936 pour Bluebird. JB Fuselier la nomme Te Ma Lessa Jolie Blonde (Bluebird B-2006),, et les Hackberry Ramblers simplifient le nom en Jolie Blonde (Bluebird B-2003).
En 1937, la mélodie n'est populaire que dans des régions très limitées de Louisiane. Le 21 février, les Jolly Boys of Lafayette se rendent à Dallas et enregistrent Jolie (Brunette) pour Decca (#17032), une version similaire de la chanson avec des paroles différentes. Plus tard dans l'année, Leroy "Happy Fats" Leblanc (en) se rend à la Nouvelle-Orléans et enregistre Nouveau Grand Gueyan pour Bluebird (B-2024).
En 1951, Amedee Breaux forme le groupe Acadian Aces et enregistre la chanson intitulée Jole Blonde pour Feature Records de J. D. « Jay » Miller (F-1023).
- Écouter Jolie Blonde par Amedee Breaux (1951)

En 1964 Rod Bernard (en) enregistre une adaptation en anglais de la chanson sur le label Jin Records.

### Popularité croissante au niveau national
À la fin des années 1940, alors que le marché national s'est consolidé, un certain nombre d'artistes country popularisent la chanson. Cette popularisation débute en 1946 avec Harry Choates (en), the Godfather of Cajun Music (« le parrain de la musique cajun ») et sa version française de Jole Blon pour Goldstar records.
- Écouter Jole Blon par Harry Choates (1946)

Comme de coutume dans la musique country, dès lors qu'une chanson est devenue populaire, plusieurs artistes contemporains la reprennent. Dans ce cas, les reprises ne sont généralement pas tant des reproductions que des chansons dans le même esprit, utilisant le même sujet, la même mélodie ou le même thème cajun. Plusieurs d'entre eux utilisent Jole Blon comme titre de la chanson, au lieu d'utiliser l'original Jolie blonde qui signifie « jolie petite amie ».

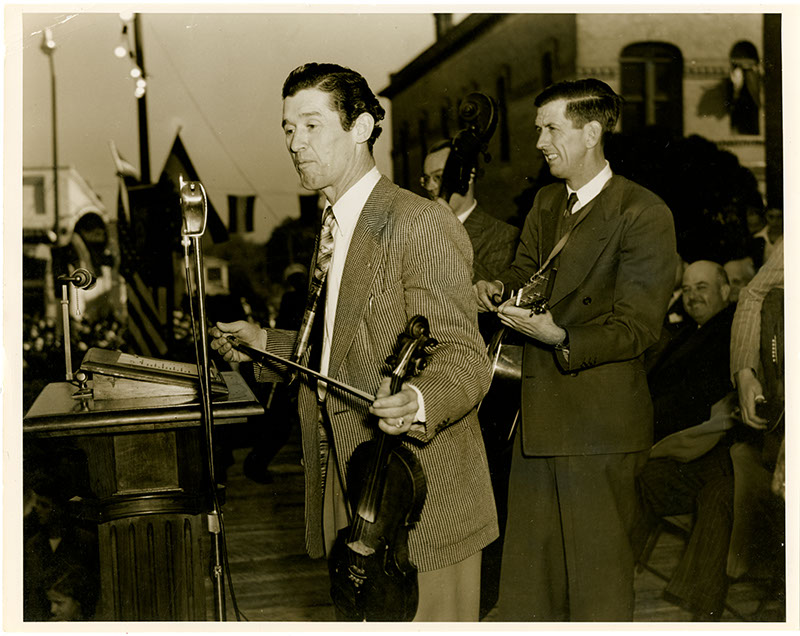
Roy Acuff et son orchestre en 1947.

De nombreuses reprises incluent de l'humour autoréférentiel en ce qui concerne leur contexte de production. Une interprétation populaire, publiée pour la première fois par Moon Mullican (en) — le premier grand succès de Moon Mullican —, consiste en un mélange délibéré de mots anglais, français et absurdes sous forme de plaisanteries comme une « traduction » de l'original. La Fille de Jole Blon de Johnny Bond (en) illustre cet humour contextuel, décrivant le personnage principal comme « so round, so firm, so fully packed » (« si rond, si ferme, si plein ») — titre d'une chanson country populaire à l'époque — et « Jole's only daughter... but she knows all the tricks that Jole taught her » (« la seule fille de Jole... mais elle connaît tous les trucs que Jole lui a appris »).
Les interprétations ou chansons d'artistes contemporains suivantes font référence à Jole Blon. À côté de chaque chanson est indiqué si, et en quelle année, cette version a intégré le Billboard 100 pour le country à l'époque (les charts Hot Country Songs ont commencé en 1944).
- Harry Choates : Jole Blon (Billboard Country Top 100 1947)
- Roy Acuff : (Notre propre) Jole Blon (Billboard Country Top 100 1947)
- Red Foley (en) : Nouvelle Jolie Blonde (Billboard Country Top 100 1947)
- Moon Mullican and the Showboys (en) : New Pretty Blonde (New Jole Blon) (Billboard Country Top 100 1947)
- Moon Mullican : La sœur de Jole Blon (Billboard Country Top 100 1947)
- Johnny Bond : La Fille de Jole Blon (Billboard Country Top 100 1947)
- Cliffie Stone : Peepin' Through The Keyhole (Billboard Country Top 100 1948) − dans cette chanson, le refrain annonce que le chanteur a appris à danser en regardant par le trou de la serrure de Jole Blon.
- Bud Messner[14] : Slippin' Around With Jole Blon  (Billboard Country Top 100 1950)
- Waylon Jennings l'enregistre comme son premier single en 1958 avec Buddy Holly à la guitare et King Curtis au saxophone.

### Reprises de la fin duXXesiècleet duXXIesiècle
Des reprises récentes de la chanson ont été faites par des artistes populaires et de renaissance cajun, bien qu'elles n'aient pas bénéficié de la même popularité. Quelques-uns des artistes qui ont repris Jole Blon :

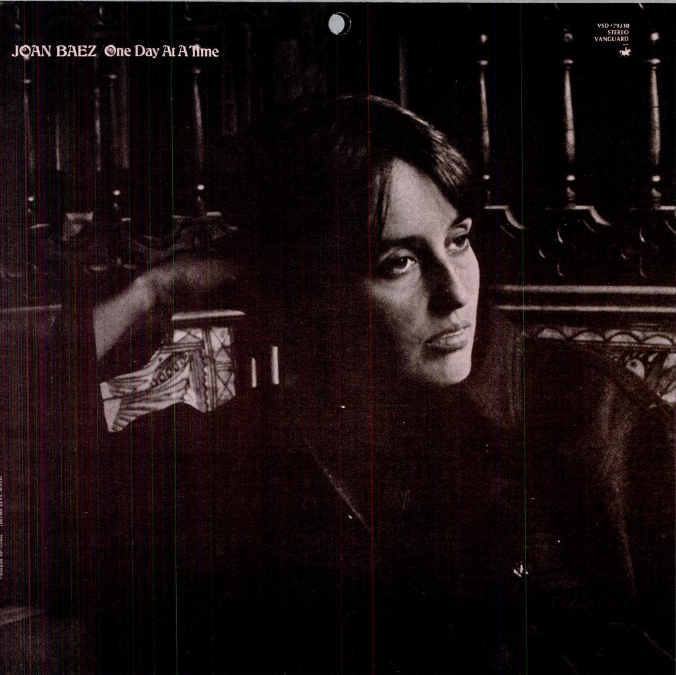
Pochette de l'album de Joan Baez One Day at a Time (1970)

- Joan Baez inclut un enregistrement de la chanson sur son album de 1970 (I Live) One Day at a Time[15].
- En 1972 The Flatlanders (en) enregistrent leur version[16].
- En 1981 c'est Gary US Bonds et Bruce Springsteen[3] (Springsteen avait initialement enregistré la chanson pour son album de 1980, The River, mais elle n'avait jamais été publiée et il a décidé de  la réenregistrer avec Bonds pour son album de 1981, Dedication.). Par la suite, Springsteen a parfois interprété la chanson en direct[17].
- En 1997, au tour des Balham Alligators (en) d'enregistrer Jole Blon[18].
- Le titre de la chanson est cité dans Down at the Twist and Shout (en) de Mary Chapin Carpenter en 1991, et dans Errol's Song d'Adam Carroll, en 2000.
- En 2002, Bear Family sort Jole Blon : 23 Artists One Theme[19].
- En 2009, un éditeur inconnu, T. Basco, publie un ensemble de trois volumes intitulé Peepin' Thru the Keyhole, qui contient pratiquement toutes les versions de Jolie Blonde jamais enregistrées et popularisées.
- En 2013, Goldenlane Records sort la compilation Jole Blon & The Cajun Music Story avec de nombreuses versions populaires[20].

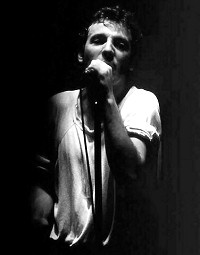
Bruce Springsteen en 1981

## Dans les autres arts et la culture populaire
- L'artiste George Rodrigue (en) a peint plusieurs portraits emblématiques de sa vision de ce à quoi aurait ressemblé Jolie Blonde[21]. Rodrigue rapporte une légende locale de Lafayette (Louisiane), selon laquelle dans les années 1920 un Cajun emprisonné à Port Arthur (Texas), a écrit une chanson basée sur la légende cajun Jolie Blonde, qui raconte l'histoire de la jolie femme blonde qui a quitté son amant cajun pour un autre homme[22],[23].
- La McNeese State University Athletics de Louisiane a adopté Jolie Blonde comme chanson officielle de l'université en 1970[24].
- L'écrivain James Lee Burke a écrit un roman de la série des Dave Robicheaux, Jolie Blon's Bounce : l'histoire en Louisiane d'un chanteur de blues cajun accusé de meurtre ; traduction de Freddy Michalski, Paris, Payot & Rivages, coll. « Rivages/Thriller », 2006  (EAN 9782743614898) ; réédition, Paris, Payot & Rivages, coll. « Rivages/Noir » no 739, 2009  (ISBN 978-2-7436-1983-1)[25].